# Manuel Llombart Fuertes
Manuel Llombart Fuertes (València, 26 de novembre de 1969) és un economista valencià, conseller de Sanitat de la Generalitat Valenciana entre desembre de 2012 i juny de 2015 amb el govern d'Alberto Fabra (PP).
És llicenciat en Ciències Empresarials per la Universitat de València i doctor en Ciències Econòmiques i Empresarials per la mateixa facultat. En aquesta universitat, a més a més, ha impartit docència dins del Departament de Comptabilitat i Economia Financera.
És membre de l'Associació Valenciana d'Empresaris i des de 1997 presideix la Fundació d'Investigació Clínica de l'Institut Valencià d'Oncologia. S'afilià al Partit Popular (PP) el febrer de 2013, just dos mesos després d'haver sigut nomenat Conseller de la Generalitat. Fou escollit diputat a les eleccions a les Corts Valencianes de 2015, però l'agost de 2015 deixà l'escó i es reincorporà al sector privat.